# United Nations Emergency Force
United Nations Emergency Force (UNEF), upprättades 1956 av FN:s generalförsamling efter Suezkrisen och placerades på Sinaihalvön. Det var det första beväpnade utlandsuppdrag som Sverige deltog i på FN:s begäran. I samband med att Egypten anföll Israel den 6 oktober 1973 skapades UNEF II som var verksamt fram till 1979.